# Carrie Snodgress
Caroline "Carrie" Snodgress, född 27 oktober 1945 i Barrington, Illinois, död 1 april 2004 i Los Angeles, var en amerikansk skådespelare, mest känd för sin roll som Tina Balser i En galen hemmafrus dagbok, för vilken hon Oscarsnominerades för bästa kvinnliga huvudroll och vann två Golden Globe Awards för Bästa kvinnliga huvudroll - musikal eller komedi samt "Årets nya kvinnliga stjärna".

## Karriär
Snodgress föddes i Barrington, Illinois. Hon studerade vid Northern Illinois University, och senare vid Goodman School of Drama i Chicago. I Chicago spelade hon flera pjäser, bland annat pjäserna Tartuffe, Oh What a Lovey War!, All the Way Home och Caesar and Cleopatra. Efter att hon vunnit en Sarah Siddons Award för en av sina roller blev hon uppmärksammad av filmproducenter i Hollywood och skrev ett sjuårigt kontrakt med Universal Studios.
Efter att ha gjort några gästroller i TV-serier som The Virginian och Marcus Welby M.D. fick hon sin första filmroll i Rabbit, Run. Hennes andra filmroll i En galen hemmafrus dagbok blev hennes stora genombrott och hon nominerades till en Oscar för bästa kvinnliga huvudroll och vann två Golden Globe Awards för Bästa kvinnliga huvudroll - musikal eller komedi samt "Årets nya kvinnliga stjärna".
Neil Young kontaktade henne efter att ha sett filmen och de blev snart ett par. Snodgress lämnade Hollywood och bröt sitt kontrakt med Universal för att följa med Young på en av hans turnéer. 1972 fick de sonen Zeke tillsammans, som föddes med en CP-skada. Snodgress återvände inte till skådespeleriet förrän efter att hon och Young gjort slut 1977, då i en pjäs i Detroit. Året efteråt kom hennes comeback på filmduken med Brian De Palmas Mardrömsjakten. Hon blev erbjuden rollen som Adrian i Rocky, men tackade nej då hon ansåg att lönen inte var tillräckligt bra.
Därefter följde några filmroller i bland annat Clint Eastwoods Pale Rider och Jack Murphys lag, men Snodgress arbetade nu främst med teater och TV. Hon medverkade bland annat i pjäsen Den manchuriska patiensen och gjorde gästinhopp i serier som Arkiv X, Chicago Hope, Cityakuten och Vita huset.
Carrie Snodgress var 2004 inlagd på ett sjukhus i Los Angeles för att genomgå en levertransplantation då hon avled till följd av hjärtsvikt.

## Privatliv
Efter genombrottet i En galen hemmafrus dagbok inledde Snodgress ett förhållande med artisten Neil Young. De levde ihop i sju år och fick sonen Zeke, som föddes med en CP-skada. Därefter hade hon en relation med Snodgress  med filmmusikkompositören Jack Nitzsche. 1979 anmälde hon Nitzsche efter att han brutit sig in i hennes hus och slagit henne med ett handvapen; Nitzsche förklarade sig själv skyldig och dömdes till böter och tre års skyddstillsyn. 1981 gifte hon sig med konstnären Robert Jones, men äktenskapet slutade i skilsmässa några år senare.

## Filmografi (i urval)
- 1970 – Rabbit, Run
- 1970 – En galen hemmafrus dagbok
- 1978 – Mardrömsjakten
- 1980 – The Attic
- 1982 – Homework
- 1982 – Trick or Treats
- 1983 – A Night in Heaven
- 1985 – Pale Rider
- 1985 – Rör inte min kompis
- 1986 – Jack Murphys lag
- 1988 – Blueberry Hill
- 1989 – Chill Factor
- 1990 – I brottets gränsland
- 1993 – The Ballad of Little Jo
- 1994 – 8 sekunder
- 1994 – Blue Sky
- 1995 – Vit som synden
- 1997 – Up Above the World
- 1998 – Wild Things
- 1999 – A Stranger in the Kingdom
- 2000 – In the Light of the Moon
- 2001 – Bartleby
- 2001 – Vampires of the Desert